# Buskam

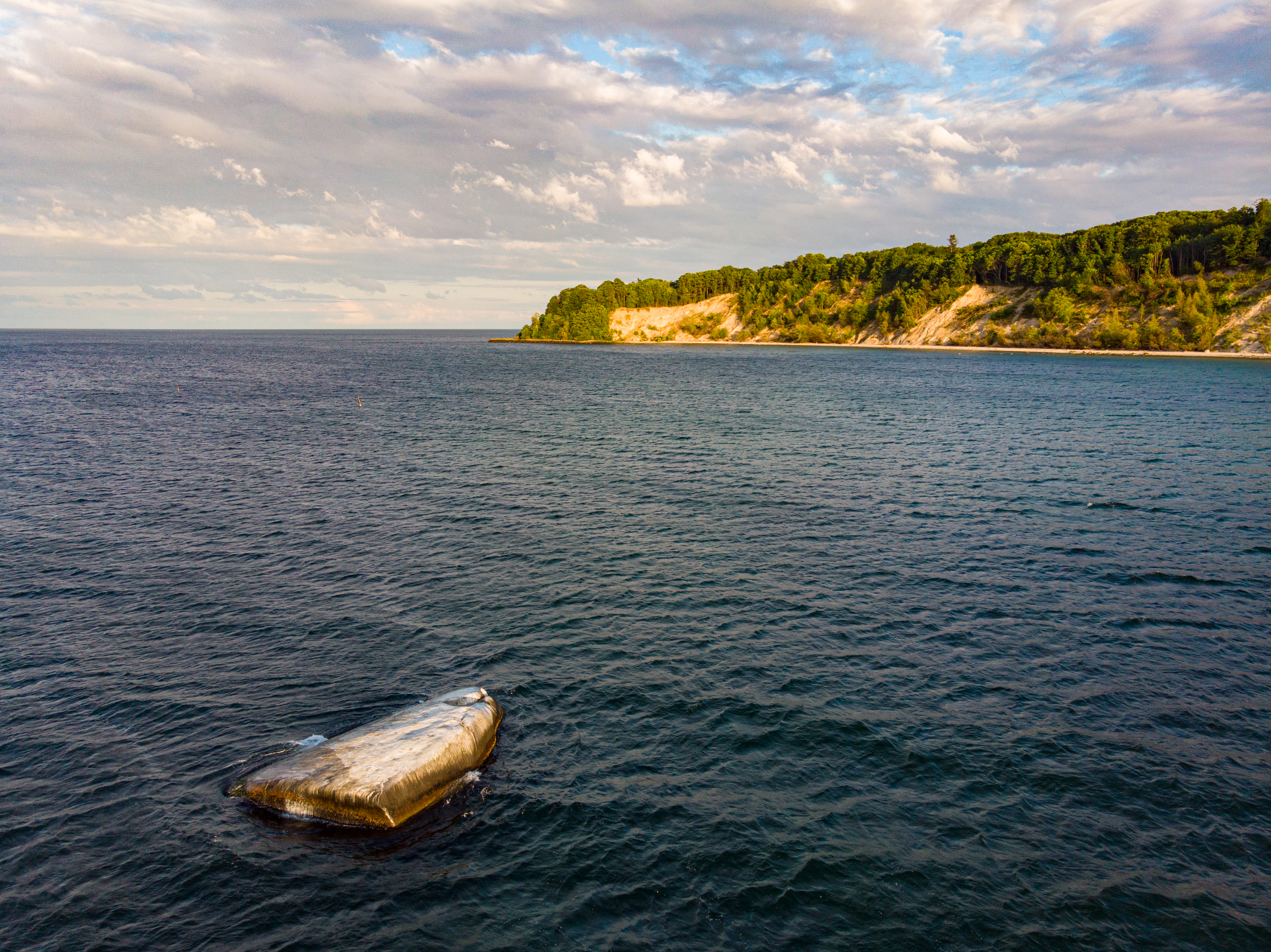
Buskam, im Hintergrund das Kap Nordperd

Der in der Ostsee liegende Buskam (auch Buskamen oder Buhskam) ist einer der größten bisher in Norddeutschland gefundenen Findlinge.

## Lage und Beschaffenheit

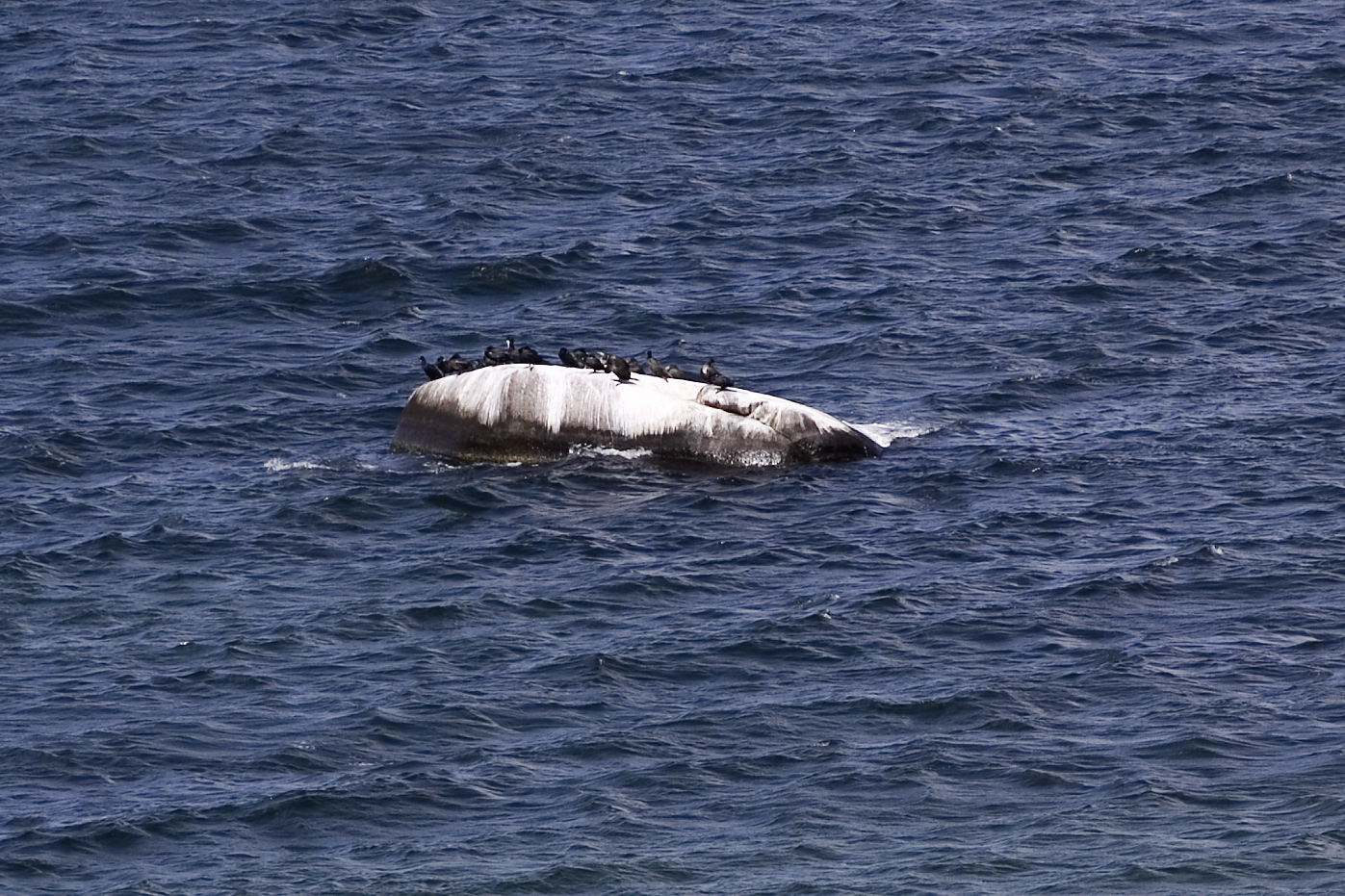
Der Buskam 2009

Der Buskam befindet sich etwa 350 Meter von der Strandlinie (Kap Nordperd) entfernt an der Südostküste der Insel Rügen, unmittelbar östlich des Seebades Göhren. Er ist umgeben von weiteren Findlingen, die jedoch durchweg wesentlich kleiner und praktisch ständig unter Wasser sind.
Dieses Großgeschiebe ragt je nach Wasserstand bis zu 1,5 Meter über den Meeresspiegel hinaus. Der Buskam hat eine granitische Zusammensetzung, wobei das Gefüge des Granits dem Hammergranit auf der dänischen Insel Bornholm entspricht. Daher kann angenommen werden, dass er mit einem Gletscherstrom des skandinavischen Inlandeises während der letzten Eiszeit nach Rügen transportiert wurde.

## Größe und Gewicht
Zu Größe und Gewicht gibt es stark unterschiedliche Angaben:
- Lange Zeit wurde bei einem Volumen von 600 m³[1] eine Masse von 1600 Tonnen und ein Umfang von 40 Metern angegeben. Etwa ein Drittel hiervon (206 m³) rage aus dem Wasser.
- Aufgrund des Ergebnisses einer neueren Vermessung könnte er aber auch erheblich kleiner sein. Er hätte demnach ein Gewicht von 550 Tonnen bei einem Volumen von 206 m³. Der Umfang des Steines wurde am Meeresboden mit 27½ Metern und oberhalb des Wassers mit 24 Metern vermessen.[2]

## Name
Zur Bedeutung des Namens gibt es mehrere Theorien. Der Name Buskam könnte vom altslawischen bogis kamien abgeleitet sein, was so viel wie „Gottesstein“ (bog „Gott“, kamien „Stein“) bedeutet. Denkbar wäre auch, dass die Silbe bus für „Büßen“ in einem christlichen Verständnis steht. Möglicherweise kommt die Silbe aber vom mittelniederdeutschen buhsen, was für „schwellen, rauschen“ stehen würde und die Lage des Steins vor der Küste beschreiben würde.

## Geschichte
Der Buskam befand sich während der Jungsteinzeit und wahrscheinlich auch in der Bronzezeit noch auf dem Land. Erst durch die Küstenüberflutung während der Littorina-Transgression kam seine Umgebung unter Wasser.
Der Findling wurde schon in der Bronzezeit als Kultstätte genutzt, davon zeugen kleine Aushöhlungen auf der Oberseite. Er stellt einen so genannten Näpfchenstein dar. Zu späteren, christlichen Zeiten (nach 1000 n. Chr.) soll ein Kreuz aus Metall auf dem Buskam befestigt gewesen sein.
Der Buskam ist Gegenstand mehrerer Sagen und Überlieferungen. So sollen sich in der Walpurgisnacht dort Hexen versammeln und ihre Tänze abhalten. Nach einer anderen Überlieferung ist der Buskam ein Adebarstein, aus dem der Adebar die kleinen Kinder holt. Auch wird berichtet, dass die vor Mönchgut häufig gesehenen Seejungfern auf dem Stein tanzen.
Angeblich soll in Göhren auch der Brauch bestanden haben, dass Hochzeitsgesellschaften mit Booten zum Buskam fuhren und dort einen Reigen tanzten. Angesichts der auch schon bei geringeren Windstärken vorkommenden Überspülungen des Steins erscheint diese Überlieferung eher unwahrscheinlich. Der Buskam ist mit einem Boot nur schwer zu erreichen, da sich landseitig weitere Steine dicht unter der Wasseroberfläche befinden.